# Anatole Novak

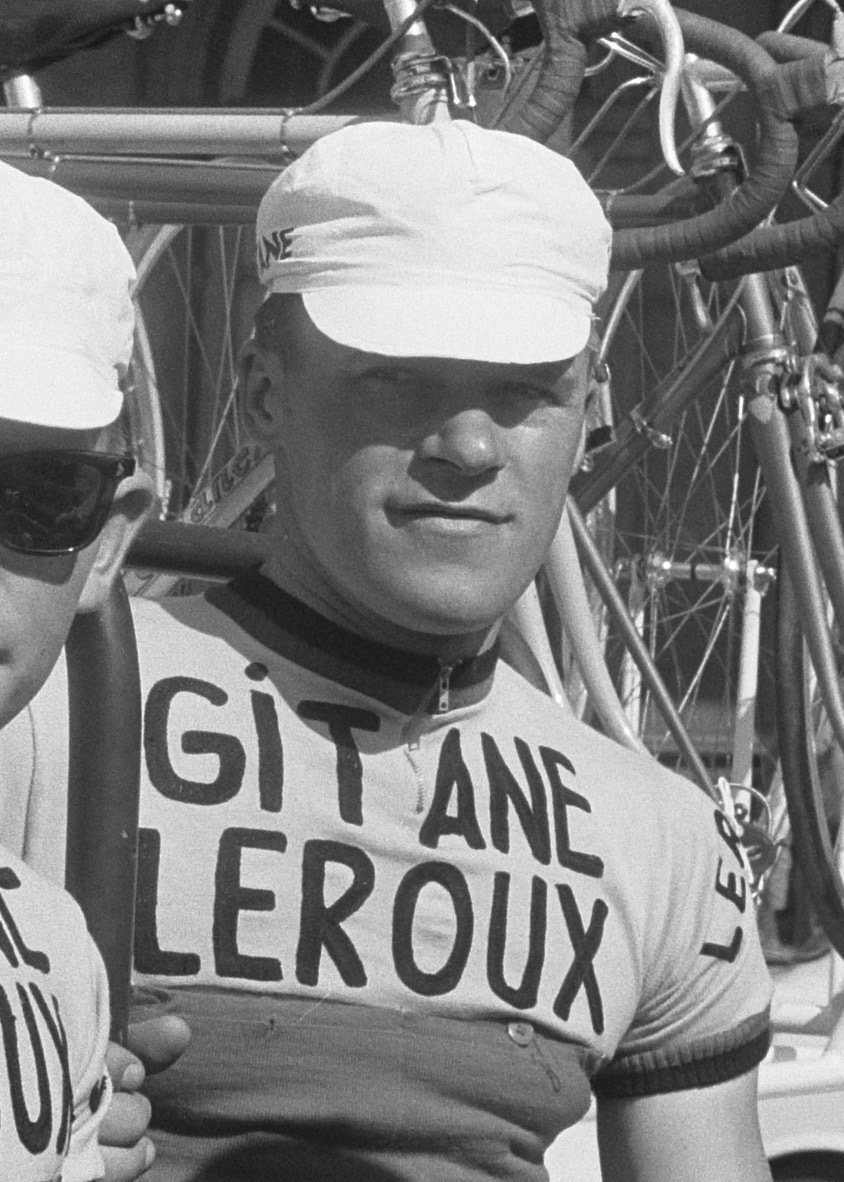
Anatole Novak bei der Tour de France 1962

Anatole Novak (* 12. Februar 1937 in La Mure; † 5. Januar 2022 in Pierre-Châtel) war ein französischer Radrennfahrer und nationaler Meister im Radsport.

## Sportliche Laufbahn
Als Amateur war er lediglich bei regionalen Rennen erfolgreich. Mit einer Größe von 1,85 Metern und 83 Kilogramm Gewicht war er eine der kräftigsten Erscheinungen im Fahrerfeld seiner Zeit, was ihm den Namen „Riese von La Mure“ einbrachte. Novak startete von 1956 bis 1958 als Unabhängiger. In dieser Klasse wurde er auch französischer Meister vor Rene Faure. Von 1959 bis 1972 war er als Berufsfahrer aktiv und konnte im ersten Jahr einen Sieg verzeichnen. Novak begann als Profi im Radsportteam Helyett-Hutchinson mit Jacques Anquetil als Kapitän und beendete seine Laufbahn im Team BiC, wo Luis Ocaña sein Chef war. Er fuhr die Tour de France zehnmal und gewann dabei 1961 eine Etappe. Sein bestes Tour-Ergebnis war der 50. Platz 1968. Auch bei der Critérium du Dauphiné Libéré, Paris–Nizza und weiteren Etappenrennen siegte er bei einzelnen Tagesabschnitten. 1970 gewann er eine Etappe der Vuelta a España, die er siebenmal bestritt und bei der er als 19. 1963 sein bestes Resultat hatte. Der Giro d’Italia sah ihn dreimal am Start. Insgesamt 20 Siege konnte er als Profi verzeichnen.

## Grand-Tour-Platzierungen
| Grand Tour            | 1961 | 1962 | 1963 | 1964 | 1965 | 1966 | 1967 | 1968 | 1969 | 1970 | 1971 | 1972 |
| --------------------- | ---- | ---- | ---- | ---- | ---- | ---- | ---- | ---- | ---- | ---- | ---- | ---- |
| Vuelta a EspañaVuelta | –    | –    | 19   | –    | ja   | –    | –    | 49   | DNF  | 55   | DNF  | DNF  |
| Giro d’ItaliaGiro     | –    | –    | –    | 63   | –    | 70   | DNF  | –    | –    | –    | –    | –    |
| Tour de FranceTour    | DNF  | 76   | 59   | 81   | 66   | DNF  | DNF  | 50   | DNF  | DNF  | –    | –    |